# Nadole (gmina)
Nadole – dawna gmina wiejska istniejąca w latach 1934–1954 w woj. lwowskim i rzeszowskim (dzisiejsze woj. podkarpackie). Przed wojną siedzibą władz gminy było Nadole, a po wojnie miasto Dukla (odrębna gmina miejska).
Gmina zbiorowa Nadole została utworzona 1 sierpnia 1934 roku w powiecie krośnieńskim w woj. lwowskim z dotychczasowych jednostkowych gmin wiejskich: Cergowa, Draganowa, Głojsce, Hyrowa, Iwla, Jasionka, Nadole, Równe, Teodorówka, Trzciana i Zboiska. Gminy te przekształcono 17 września 1934 w 12 gromad (sołectw) gminy Nadole.
Po wojnie gmina znalazła się w powiecie krośnieńskim w nowo utworzonym woj. rzeszowskim i nadal liczyła 12 gromad.
Gmina została zniesiona 29 września 1954 roku wraz z reformą wprowadzającą gromady w miejsce gmin. Jej obszar wszedł w skład nowych gromad: Cergowa, Iwla, Kobylany, Nadole, Równe i Trzciana.
Jednostki nie przywrócono 1 stycznia 1973 roku po reaktywowaniu gmin, a jej dawny obszar wszedł w skład gmin: Dukla (Cergowa, Draganowa, Głojsce, Hyrowa, Iwla, Jasionka, Nadole, Równe, Teodorówka, Trzciana i Zboiska) i Chorkówka (Draganowa).